# Natalia Godunko

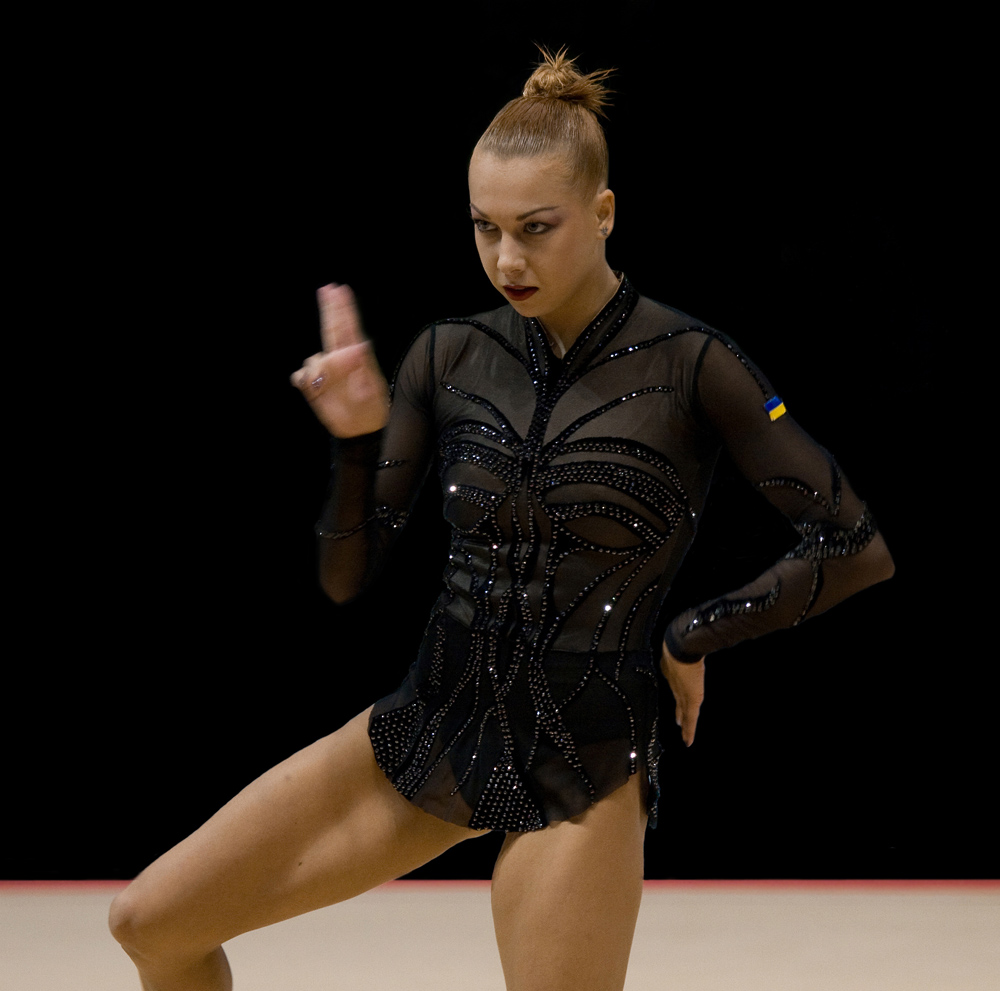
Natalia Godunko.

Natalia Godunko ruso: Наталья Александровна Годунько Natal'ja Alieksandrovna Ghodunko ucraniano: Наталія Годунко Nataliya Ghodunko (* 5 de diciembre de 1984 en Kiev, Ucrania) es una gimnasta rítmica individual. Empezó en la gimnasia rítmica en 1990 con sólo 6 años. Entrena en Kiev bajo el equipo de entrenadoras madre hija: Albina e Irina Deriugina.
Natal'jaa ha formado parte del equipo nacional ucraniano desde 1998. Hace algunos años era una gimnasta desconocida que formaba parte del conjunto y hacía un poco de competición individual, pero no consiguió resultados importantes. Entonces era la tercera gimnasta en Ucrania, pero gracias al duro entrenamiento y a su gran confianza en sí misma, empezó a conseguir importantes resultados. 
En los Juegos Olímpicos de Atenas 2004 Natal'ja se calificó 4ª con una puntuación de 102.750. En la final quedó 5ª (Cinta 26.125, Mazas 26.375, Pelota 25.800, Aro 25.500). En 2005 se convirtió en el gran rival de Anna Bessonova para la plaza de gimnasta número 1 del equipo ucraniano. Delante de su público, Natalia se hizo con la Deriugina Cup.
También participó en los Juegos Olímpicos de Pekín 2008, en los que quedó séptima.